# Port lotniczy Mifol
Port lotniczy Mifol – port lotniczy i wojskowa baza lotnicza zlokalizowane w albańskiej miejscowości Mifol.